# Fodboldfeber 3:8 - Underligste måde at vågne op
|  | Denne artikel er oprettet af botten Steenthbot ud fra en ekstern database. Den kan derfor have sproglige fejl eller mangler. Denne skabelon kan fjernes efter kontrol af indholdet. |

Fodboldfeber 3:8 - Underligste måde at vågne op er en norsk dokumentarfilm fra 2021 instrueret af Line Hatland.

## Handling
Noget af det vigtigste før en kamp er opvarmningen. Selvom hvert land har sin egen måde at gøre det på, laver de alle et kampråb inden kampstart.
’Fodboldfeber’ er en serie i 8 afsnit om verdens største fodboldcup for børn – Norway Cup.